# Champenois

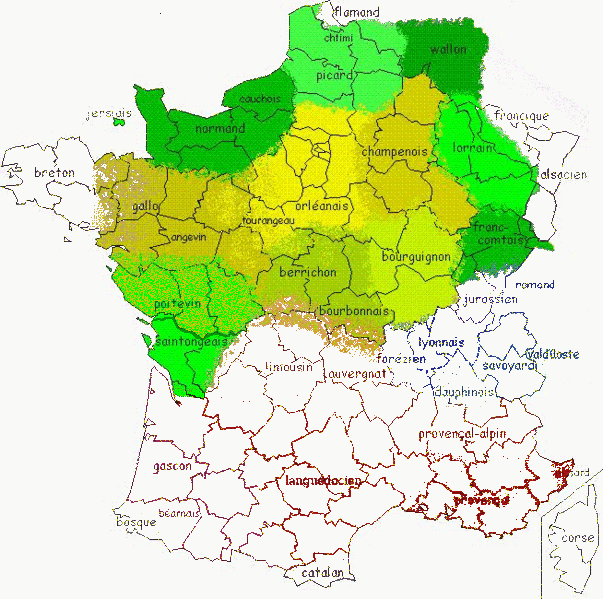
Overzicht van de oïl-talen.

Het Champenois is een oïl-taal, gesproken in de Franse regio Champagne-Ardenne en in één Belgische gemeente: Vresse-sur-Semois in het zuiden van de provincie Namen. Het is als regionale taal erkend door Frankrijk en Wallonië.

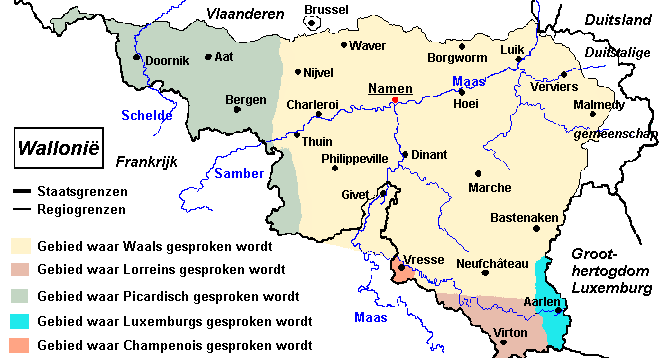
- HET WAALSE TAALLANDSCHAP -
Het gebied in België waar Champenois wordt gesproken is in oranje aangegeven